# Saint-Priest-la-Prugne
Saint-Priest-la-Prugne település Franciaországban, Loire megyében. Lakosainak száma 412 fő (2022. január 1.). Saint-Priest-la-Prugne Laprugne, Lavoine, Chausseterre, Arconsat, Saint-Just-en-Chevalet és La Tuilière községekkel határos.

## Népesség
A település népessége az elmúlt években az alábbi módon változott:
| Lakosok száma | 880  | 514  | 505  | 462  | 442  | 436  | 433  | 430  | 424  | 412  |
|               | 1968 | 1982 | 1990 | 2006 | 2013 | 2015 | 2017 | 2019 | 2020 | 2022 |